# Bertil Hultén

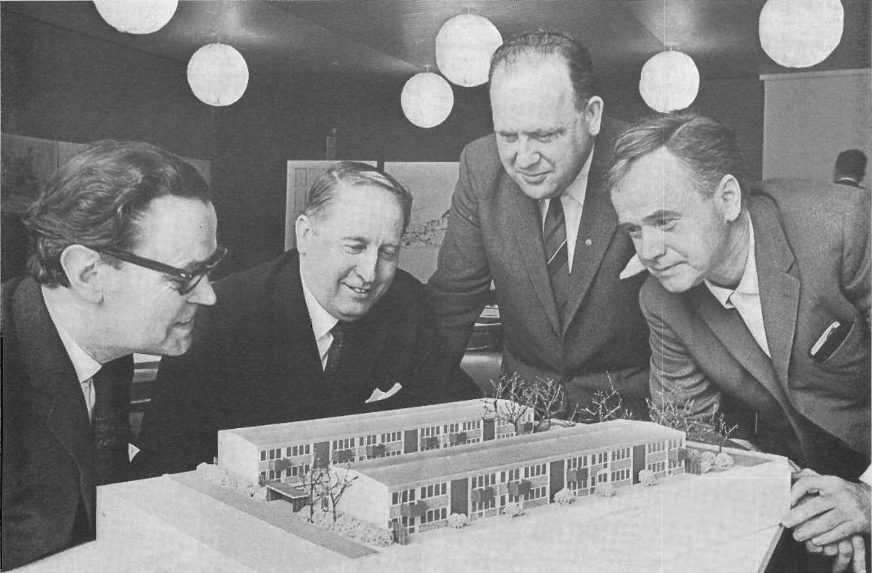
Bertil Hultén (t.h.)

Karl Bertil Hultén, född 13 maj 1916 i Stockholm, död 13 februari 2014 i Vollsjö församling, Skåne län, var en svensk arkitekt. 
Hultén studerade vid Kungliga Tekniska Högskolan till 1942, med fortsatta studier vid Kungliga Konsthögskolan till 1945. Han var anställd vid Landsbygdens Byggnadsförening, 1942-1945, på Vattenbyggnadsbyrån 1947-1948, förste byråingenjör i Lantbruksstyrelsen 1950-1951 och chef på regionplanekontoret i Göteborg 1951-1967. Han drev egen arkitektverksamhet i Göteborg, och från 1976 i Vollsjö. Tillsammans med Lennart Kvarnström vann han en uppmärksammad arkitekttävling kring bostadsområdet Vivalla i Örebro
Hultén undervisade parallellt med arkitektyrket: 1960-1966 var han lärare vid Socialhögskolan i Göteborg, 1967-1982 professor i stadsbyggnad vid Lunds Tekniska Högskola, gästprofessur vid UCSB 1972 samt lärare i miljövårdsprogram vid Lunds universitet 1970-1986.

## Verk i urval
- Förslag till stadsplan för Jakobsberg, Järfälla, 1950.
- Bostadsområdet Vivalla, Örebro, 1965-1970, tillsammans med arkitekt Lennart Kvarnström.
- Förslag till minnespark över Fritiof Nilsson Piraten i Vollsjö 1992-1996.

## Egna skrifter
- Hultén, Bertil (1951) (på engelska). Building modern Sweden. Harmondsworth: Penguin Books. Libris 934098
- Hulten, Bertil (1971). Stadsbyggnad - planerad miljö.. Miljövårdsprogrammet. Lund. Libris 101042
- Hultén, Bertil; Högberg Erik (1980). Tillval av inredning och utrustning i bostadsbyggandet [Elektronisk resurs : en förstudie]. Rapport / Byggforskningsrådet, 0349-3296 ; 1980:91. Stockholm: Statens råd för byggnadsforskning. Libris 19730250. http://hdl.handle.net/2077/47930
- Perntoft, Bertil; Hultén, Bertil, red (1982). Gustavslund: en studie av energibesparande hus och stadsplaner. Lund: [Inst. för arkitektur], Lunds tekn. högsk. Libris 426776
- Hultén, Bertil (1985). Solhus: [slutrapport från Gustavslundsprojektet]. Lund. Libris 491824